# Kerala
Kerala (Malayalam: കേരളം; Kēraḷaṁ) er en delstat i det sydvestlige Indien. Mod øst og nordøst grænser Kerala op til Tamil Nadu og Karnataka, mod vest ligger det Arabiske Hav, mod syd det Indiske Ocean og øerne Lakshadweep og Maldiverne. Kerala er en af de fire stater i det sydlige Indien.
Kerala blev en delstat 1. november 1956, med loven States Reorganisation Act. Sociale reformer fra det sene 19. århundrede blev udvidet af regeringer efter selvstændigheden, og har gjort Kerala til en af de fremmeste regioner i den 3. verden når det gælder middellevetid, folkesundhed og uddannelse. Samtidig har Kerala dog en af Indiens højeste rater af selvmord og arbejdsløshed.
Befolkningstallet i Kerala er 33.268.000 (2008), det officielle sprog er Malayalam, og hovedstaden er Thiruvananthapuram. Kerala har et stort (ca. 25% af befolkningen)  kristent mindretal.
Kerala er også blevet kendt for naturfænomenet rød regn.
8°30′N 76°58′Ø / 8.500°N 76.967°Ø